# 似野高蟹蛛
似野高蟹蛛（学名：Takachihoa trunciformis）为蟹蛛科高蟹蛛属的动物。分布于日本、朝鲜、台湾岛等地。该物种的模式产地在日本。